# Tanah Terban
Tanah Terban is een bestuurslaag in het regentschap Aceh Tamiang van de provincie Atjeh, Indonesië. Tanah Terban telt 1448 inwoners (volkstelling 2010).